# Albert Steinert
Albert Leon Ambrosi Steinert (* 28. September 1886 in Champagnole, Frankreich; † 14. April 1945 in Wittenberge) war ein deutscher Arzt und Widerstandskämpfer.

## Leben
Albert Steinert besuchte in Dresden die Schule und legte 1906 das Abitur ab. Anschließend studierte er Medizin in Freiburg, Greifswald, Breslau, Leipzig und München. 1913 promovierte er zum Dr. med. in Leipzig. Seine berufliche Tätigkeit als Arzt begann Albert Steinert in Elberfeld und Düsseldorf, bevor er sich 1914 in Seehausen/Altmark mit einer eigenen Praxis niederließ. 1933 übernahm er dazu die Funktion als Beleg- und Chefarzt am städtischen Krankenhaus in Seehausen. Diese Tätigkeit wurde 1937 gekündigt, als das Krankenhaus Seehausen Zentralkrankenhaus des Reichsarbeitsdienstes wurde und damit keine Behandlung von Zivilisten mehr durchgeführt wurden. 1938 erkrankte er an Tuberkulose und musste bis 1941 in Davos behandelt werden. Das am 12. April 1945 von den Amerikanern befreite Seehausen sollte von der benachbarten Stadt Wittenberge durch deutsche Truppen beschossen werden. Albert Steinert machte sich auf Bitten des Seehäuser Bürgermeisters und des amerikanischen Oberbefehlshabers auf, um als Parlamentär über die Elbe nach Wittenberge zu gelangen und die drohende Bombardierung bzw. Artilleriebeschuss zu verhindern. Auf dem Weg dorthin schloss sich ihm der Bürgermeister des Ortes Wahrenberg, Ewald Fredrich, an.
Am selben Tag wurden sie von deutschen Truppen an der Elbe verhaftet und von einem Standgericht zum Tode verurteilt. Das Urteil wurde am Morgen des 14. April 1945 im Hof der Singer-Werke vollstreckt. Seine Leiche wurde im September 1945 nach Seehausen überführt und auf dem städtischen Friedhof beigesetzt. 1948 wurde auf Kosten der Stadt ein Grabstein gesetzt. Die Grabstätte wird seit 1948 als Ehrengrab gepflegt und erhalten.
1952 wurde das neue eingerichtete Kreiskrankenhaus des Kreises Seehausen nach ihm Kreiskrankenhaus Albert Steinert Seehausen und ab 1967 Kreiskrankenhaus Osterburg-Seehausen Albert Steinert genannt. 1994 wurde es zum Diakoniekrankenhaus Dr. Albert Steinert, bis im Juli 2010 der Name wegen Eigentümerwechsel in Agaplesion-Diakoniekrankenhaus geändert wurde.
Albert Steinert wurde 1995 posthum zum Ehrenbürger der Stadt Seehausen ernannt. Seit 2011 besteht ein Platz in Seehausen, der Dr.-Albert-Steinert-Platz. Ein Weg in Wittenberge, der Dr.-Albert-Steinert-Weg, trägt seit 2016 seinen Namen. Außerdem wurde 2016 eine Grundschule in Seehausen nach ihm benannt, die Grundschule „Dr. Albert Steinert“.

## Dissertation
- Die Behandlung des Pleuraempyems. 1913. OCLC 314713011